# Переяславська сільська рада
| Переяславська сільська рада — колишній орган місцевого самоврядування у Переяслав-Хмельницькому районі Київської області з адміністративним центром у с. Переяславське. Сільській раді підпорядковані населені пункти: - с. Переяславське |

## Склад ради
Рада складається з 16 депутатів та голови.

### Керівний склад ради
| ПІБ                     | Основні відомості                                                         | Дата обрання | Дата звільнення |
| ----------------------- | ------------------------------------------------------------------------- | ------------ | --------------- |
| Кійко Наталія Андріївна | Сільський голова, 1970 року народження, освіта                            | 26.03.2006   | 31.10.2010      |
| Кийко Наталія Андріївна | Сільський голова, 1970 року народження, освіта вища, член Партії регіонів | 31.10.2010   |                 |

Примітка: таблиця складена за даними джерела